# Adolf Stähli
Pour les articles homonymes, voir Stähli.
Adolf Stähli, né le 2 juin 1925 à Oberhofen et mort le 31 mai 1999, est un compositeur et chanteur de yodel suisse. 

## Biographie
Après avoir obtenu le prix culturel du canton de Berne en 1998 et le prix Walo en 1994, il est décoré du titre de Goldener Violinschlüssel en 1996. 
Directeur du club des yodleurs de Oberhofen, il a composé environ 65 titres à la fois pour des groupes, des duos et solos. Il a enregistré, avec son club, de nombreux albums de musique traditionnelle.

## Sources
- (de) « Komponisten Stähli Adolf », sur le site des yodleurs du canton de Berne (consulté le 27 juin 2008)
- (de) « Adolf Stähl », sur swissfolklore.ch (consulté le 27 juin 2008)